# Joe Cocker Live
Joe Cocker Live es el quinto álbum en directo del músico británico Joe Cocker, publicado por la compañía discográfica Capitol Records en mayo de 1990. Fue grabado en directo el 5 de octubre de 1989 en el Memorial Auditorium de Lowell (Massachusetts), a excepción de las últimas dos canciones, «What Are You Doing With a Fool Like Me» y «Living in the Promiseland», grabadas en el estudio. La primera fue publicada como sencillo y alcanzó el puesto 96 en la lista estadounidense Billboard Hot 100, mientras que el álbum llegó al puesto 95 en la lista Billboard 200. Fue certificado disco de platino por la BVMI y la IFPI al vender más de 500 000 y 50 000 copias respectivamente en Alemania y Suiza, y oro por la SNEP en Francia al superar las 100 000 unidades vendidas en el país.

## Lista de canciones
1. "Feelin' Alright" (Dave Mason) – 4:43
2. "Shelter Me" (Nick Di Stefano) – 4:26
3. "Hitchcock Railway" (Donald Lewis Dunn, Tony McCashen) – 3:58
4. "Up Where We Belong" (Jack Nitzsche, Buffy Sainte-Marie, Will Jennings) – 4:35
5. "Guilty" (Randy Newman) – 2:40
6. "You Can Leave Your Hat On" (Newman) – 4:20
7. "When the Night Comes" (Bryan Adams, Jim Vallance, Diane Warren) – 4:52
8. "Unchain My Heart" (Robert W. "Bobby" Sharp, Jr.) – 5:50
9. "With a Little Help from My Friends" (John Lennon, Paul McCartney) – 9:13
10. "You Are So Beautiful" (Billy Preston, Bruce Fisher) – 4:23
11. "The Letter" (Wayne Carson Thompson) – 4:31
12. "She Came in Through the Bathroom Window" (McCartney) – 2:30
13. "High Time We Went" (Joe Cocker, Chris Stainton) – 7:58
14. "What Are You Doing With a Fool Like Me" (Diane Warren) – 4:51
15. "Living in the Promiseland" (David Lynn Jones) – 3:55

## Personal
- Joe Cocker – voz
- Phil Grande – guitarra
- Earl Slick – guitarra
- Keith Mack – guitarra rítmica
- T.M. Stevens – bajo y coros
- Deric Dyer – saxofón tenor y percusión
- Jeff Levine – teclados
- Chris Stainton – teclados
- Andrew Love – saxofón tenor
- Gary Buho Gazaway – trompeta
- Wayne Jackson – trompeta
- Steve Holley – batería
- Keni Richards – batería
- Bashiri Johnson – percusión
- Crystal Taliefero – percusión y coros
- Tawatha Agee – coros
- Doreen Chanter – coros
- Maxine Green – coros
- Vaneese Thomas – coros
- Fonzi Thornton – coros

## Posición en listas
| País           | Lista                 | Posición |
| -------------- | --------------------- | -------- |
| Alemania       | Media Control Charts  | 5        |
| Austria        | Austrian Albums Chart | 2        |
| Estados Unidos | Billboard 200         | 95       |
| Noruega        | VG-lista Albums Chart | 11       |
| Nueva Zelanda  | Recorded Music NZ     | 2        |
| Países Bajos   | Dutch Top 40          | 21       |
| Suecia         | Swedish Albums Chart  | 33       |
| Suiza          | Swiss Albums Chart    | 4        |

| Sencillo                                 | País           | Lista             | Posición |
| ---------------------------------------- | -------------- | ----------------- | -------- |
| «What Are You Doing With A Fool Like Me» | Estados Unidos | Billboard Hot 100 | 96       |

## Certificaciones
| País     | Organismo certificador | Certificación | Ventas certificadas | Ref.   |
| -------- | ---------------------- | ------------- | ------------------- | ------ |
| Alemania | BVMI                   | Platino       | 500 000             | [ 4 ]  |
| Francia  | SNEP                   | Oro           | 100 000             | [ 5 ]  |
| Suiza    | IFPI                   | Platino       | 50 000              | [ 13 ] |